# Micropodabrus fumidus
Micropodabrus fumidus is een keversoort uit de familie soldaatjes (Cantharidae). De wetenschappelijke naam van de soort werd in 1926 gepubliceerd door George Charles Champion.